# Понте Барицо (Салерно)
Понте Барицо је насеље у Италији у округу Салерно, региону Кампанија.
Према процени из 2011. у насељу је живело 546 становника. Насеље се налази на надморској висини од 18 м.